# François d'Escoubleau de Sourdis
François d'Escoubleau de Sourdis (Thouars, 25 ottobre 1574 – Bordeaux, 8 febbraio 1628) è stato un cardinale e arcivescovo cattolico francese, arcivescovo di Bordeaux e fondatore del Collegio Irlandese nel 1603.

## Biografia
Era il figlio maggiore di François d'Escoubleau e Isabeau Babou de la Bourdasière; il padre era signore di Jouy, Aunau e Montdoubleau, marchese d'Alluye, e governatore di Chartres, e lo stesso François tenne il titolo di conte de La Chapelle.
Come primogenito non era destinato alla carriera ecclesiastica. Compì i suoi studi al Collège de Navarre a Parigi, e prese parte all'assedio di Chartres nel 1591. Si fidanzò con Catherine Hurault de Cheverny, figlia del cancelliere reale.
Durante un soggiorno a Roma, conobbe Federico Borromeo e San Filippo Neri e decise di abbracciare la Chiesa. Venne nominato abate commendatario di Preuilly, Montréal, e Aubrac (1597-1600) e fu creato cardinale nel concistoro del 3 marzo 1599 da papa Clemente VIII.
Dopo aver avuto la dispensa per non avere ancora compiuto l'età necessaria per diventare vescovo, fu eletto arcivescovo di Bordeaux e primate di Aquitania il 5 luglio 1599. Venne consacrato il 21 dicembre 1599 nell'abbazia di Saint-Germain-des-Prés, a Parigi, dal cardinale François de Joyeuse, arcivescovo di Tolosa, e ricevette il cappello cardinalizio esattamente un anno dopo (20 dicembre 1600).
A Bordeaux intraprese un certo numero di miglioramenti della città come la bonifica degli acquitrini, il restauro del palazzo arcivescovile, l'abbellimento della cappella della basilica di Saint Michael, la costruzione del chiostro dei Cordeliers nella città di Saint-André-de-Cubzac (che oggi ospita la biblioteca pubblica cittadina) e la chiesa di San Bruno di Bordeaux (1611-1620).
Nel 1603 accolse il reverendo Dermit MacCarthy, un sacerdote della diocesi di Cork, e quaranta suoi compagni, che costituirono poi il nocciolo del nuovo Collegio Irlandese dell'Università di Bordeaux.
Nel 1605 divenne coadiutore, per diritto di successione, di suo zio Henri d'Escoubleau de Sourdis, vescovo di Mallezais, e nel 1607 ebbe l'onore di battezzare il duca di Orléans, secondogenito del re Enrico IV di Francia. Nel 1615, ufficiò il matrimonio di Elisabetta di Francia con il principe Felipe (il futuro Filippo IV di Spagna) e il matrimonio di Luigi XIII di Francia con la sorella di Filippo di Spagna, l'Infanta Anna.
Alla sua morte l'arcivescovato di Bordeaux passò a suo fratello, Henri de Sourdis.

## Genealogia episcopale e successione apostolica
La genealogia episcopale è:
- Cardinale François de Joyeuse
- Cardinale François d'Escoubleau de Sourdis

La successione apostolica è:
- Vescovo Claude de Morenne (1601)
- Vescovo Anne Carron de Murviel (1601)
- Vescovo Bernard Daffis (1614)
- Vescovo Sébastien Le Bouthilier (1621)
- Vescovo Nicolas Sanguin (1623)
- Arcivescovo Jean-François de Gondi (1623)
- Arcivescovo Henri d'Escoubleau de Sourdis (1623)